# Jordbegravning
Jordbegravning (inom arkeologi ofta benämnd inhumering) används som begrepp för den typ av gravsättning där den hela kroppen eller kistan innehållande densamma (kistbegravning) sänks i jorden till skillnad från kremering där kroppen först bränns. Nedsänkningen i jord kan ske som en del av begravningsceremonin, eller utföras utan begravningsgästernas närvaro som en utbruten gravsättning.
Från Sveriges kristnande för ungefär 1 000 år sedan fram till slutet av 1800-talet var jordbegravning den enda formen av gravsättning i landet. Jordbegravningarna fortsatte emellertid att dominera fram till 1900-talets senare del; i mitten av 1900-talet jordbegravdes fortfarande cirka 80 procent av de avlidna. I dag är det ungefär 30 procent av de avlidna i Sverige som jordbegravs. Dock ökar återigen andelen jordbegravningar något. I många andra länder dominerar jordbegravningarna, exempelvis i Norge och Finland, där runt 70 procent av de avlidna jordbegravs. Även urnor, med kvarlämnor efter kremeringen, grävs som regel ner i jord, men det kallas inte för jordbegravning, utan urnsättning

## Historia kring jordbegravningar
Man begravde de döda grunt och grävde nya gravar på samma plats efter för kort tid. De uppgrävda kvarlevorna förvarades i benhus eller i benhögar på kyrkogården. Detta var anledningen till  François Voltaire beskrev kyrkogårdarna som benhus helgade åt pesten.
En brittisk läkare med fakta om kyrkogård i London förklarade att på en yta av 18,5 8,5 meter (knappt 200 kvadratmeter) hade 12 000 lik begravts under 16 år. Detta förorsakade sanitär olägenhet. Socialreformatorn Edwin Chadwick (1800–1890) ville införa eldbegängelse, och idén började intressera allt fler, inte minst läkare. 

## Juridiska krav
Kremering eller gravsättning av  avliden ska utföras inom en månad från dödsfallet. Efter en kremering ska urnsättning ske inom ett år. Det behövs ett intyg från Skatteverket för kremering/gravsättning för att begravningen ska kunna genomföras.

## Aktuell statistik 2020
Antalet dödsfall ökade belastningen på krematorier under pandemiåret 2020. Antalet avlidna var 98 124 2020.  9 523 fler avlidna än under 2019. Högsta absoluta antalet döda på hundra år. En ökning på 7,9 % i en jämförelse med medeltalet avlidna de 5 åren förut. Antalet kremationer ökade med hela 9,4 procent. Kremationernas andel av alla begravningar minskade med 0,2 procentenheter från året innan. Möjligen berodde det på överdödlighet av personer med utländsk bakgrund som mera sällan kremeras.